# Cairo Montenotte
Cairo Montenotte (ligur nyelven Còiri vagy Càiri) település Olaszországban, Liguria régióban, Savona megyében. Lakosainak száma 12 660 fő (2023. január 1.). Cairo Montenotte Albisola Superiore, Altare, Carcare, Cengio, Cosseria, Dego, Giusvalla, Pontinvrea, Saliceto, Gottasecca és Savona községekkel határos.

## Népesség
A település népességének változása:
| Lakosok száma | 13 205 | 13 145 | 12 660 |
|               | 2017   | 2018   | 2023   |